# Малый Олып
Малый Олып — деревня в Кезском районе Удмуртской республики.

## География
Находится в северо-восточной части Удмуртии на расстоянии приблизительно 20 км на север-северо-запад по прямой от районного центра поселка Кез.

## История
Известна с 1873 года как починок Олып малый (Апачпи) с 3 дворами. В 1905 году (Малый Олып или Апачпи, Апаченки) учтено 19 дворов, в 1924 (Олып Малый) — 25. Деревня с 1932 года, настоящее название с 1935 года. Настоящее название с 1932 года. До 2021 года входила в состав Большеолыпского сельского поселения.

## Население
Постоянное население составляло 55 человек (1873), 201 (1905), 215 (1924, все удмурты), 32 человека в 2002 году (удмурты 100 %), 26 в 2012.